# Richard Pankhurst (Historiker)
Richard Keir Pethick Pankhurst (* 3. Dezember 1927 in Woodford Green bei London; † 16. Februar 2017 in Addis Abeba) war ein britischer Historiker und Äthiopist. Er war von 1962 bis 1992 Professor an der Universität Addis Abeba und einer der einflussreichsten Forscher und Autoren zur Geschichte Äthiopiens.

## Leben

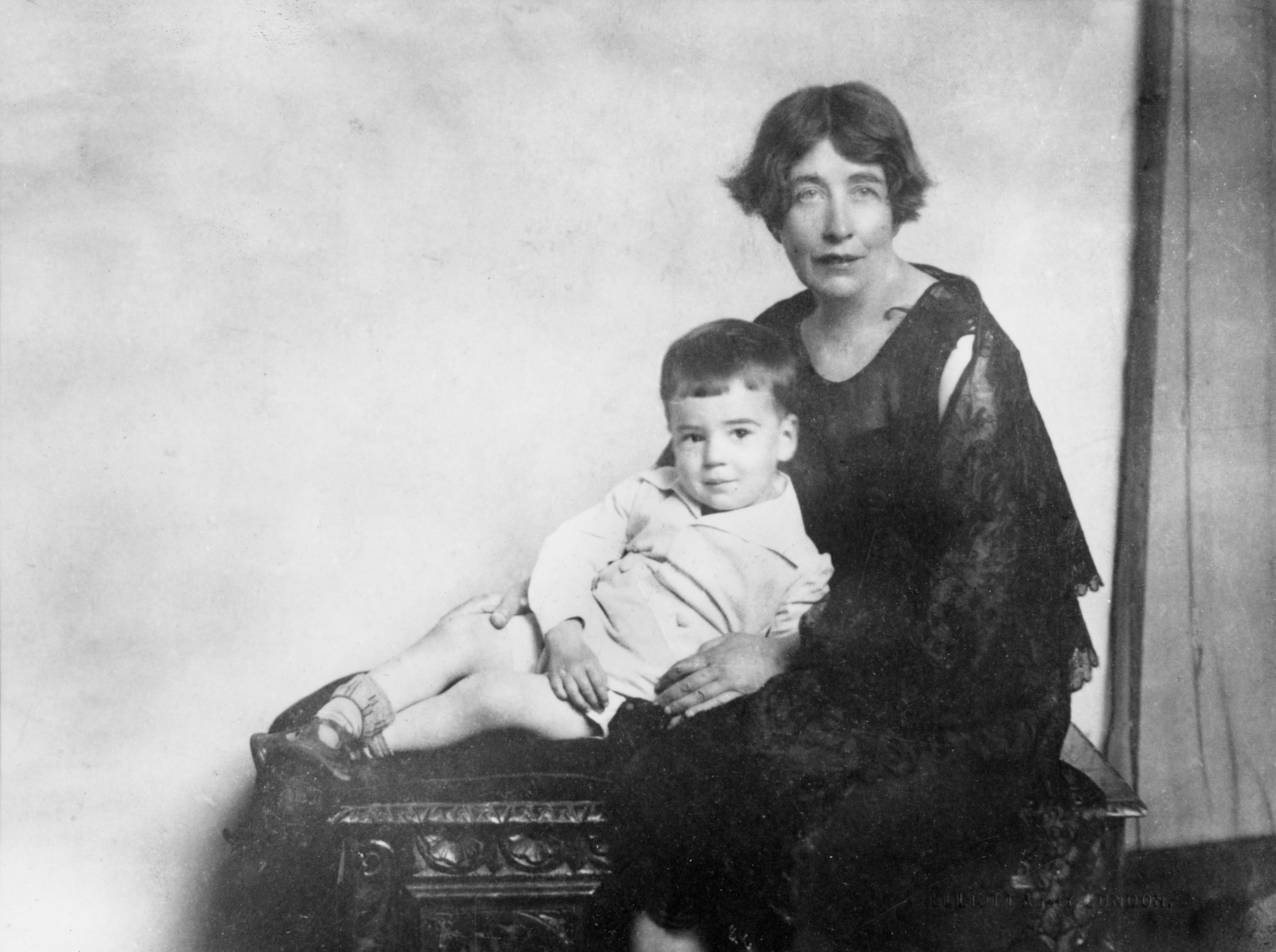
Richard Pankhurst mit seiner Mutter Sylvia (ca. 1932)

Richard Pankhurst entstammte einer sehr politischen Familie. Er war der Sohn der kommunistischen Frauenrechtlerin und früheren Suffragette Sylvia Pankhurst (1882–1960) und des italienischen Anarchisten Silvio Corio (1875–1954). Seine Großeltern waren die Frauenrechtlerin Emmeline Pankhurst sowie der Rechtsanwalt und Sozialist Richard Pankhurst. Christabel und Adela Pankhurst waren seine Tanten.
Während des Angriffskriegs des faschistischen Italien gegen Äthiopien ab 1935 engagierte sich Pankhursts Mutter für die Unabhängigkeit des afrikanischen Landes und dessen Kultur. Sie gründete die Zeitung The New Times and Ethiopia News, beherbergte in ihrem Haus äthiopische Flüchtlinge und stand auch mit dem exilierten Kaiser Haile Selassie in Kontakt. So wurde schon früh Pankhursts Interesse für Äthiopien geweckt. Er befreundete sich mit dem Dramatiker und Dichter Mengistu Lemma und dem Künstler Afewerk Tekle. Er studierte Wirtschaftsgeschichte an der London School of Economics und promovierte 1954 mit einer Arbeit über den Frühsozialisten William Thompson (1775–1833) zum Ph.D. Anschließend setzte er seine Studien am National Institute of Economic and Social Research fort, die in einer Arbeit über die Saint-Simonisten, John Stuart Mill und Thomas Carlyle resultierten. Parallel unterrichtete er im Abendschul-Programm der University of London britische Wirtschafts- und Sozialgeschichte.
1956 zog er mit seiner Mutter und seiner Partnerin Rita Eldon nach Äthiopien. Die studierte Slawistin war als Jüdin aus Rumänien geflohen; das Paar heiratete im Jahr darauf. Pankhurst lehrte Wirtschaftsgeschichte am University College of Addis Ababa, aus dem 1962 die Haile-Selassie I.-Universität hervorging. Als Nachfolger seiner Mutter gab er von 1961 bis 1974 die Zeitschrift Ethiopia Observer heraus, außerdem war er von 1962 bis 1974 einer der Herausgeber des Journal of Ethiopian Studies. Zusammen mit dem polnischen Kunsthistoriker Stanisław Chojnacki gründete Pankhurst 1963 das Institut für Äthiopische Studien an der Universität Addis Abeba, das er als erster Direktor bis 1972/73 leitete. Zum Institut gehörten eine äthiopistische Bibliothek, eine Kunstgalerie, ein ethnographisches Museum und eine Forschungseinrichtung. Durch die Ausbildung einheimischer Fachleute trug Pankhurst zur „Äthiopisierung“ der Äthiopistik bei, die bis dahin von europäischen Wissenschaftlern dominiert worden war. Rita Pankhurst wurde 1964 Leiterin der Universitätsbibliothek von Addis Abeba.

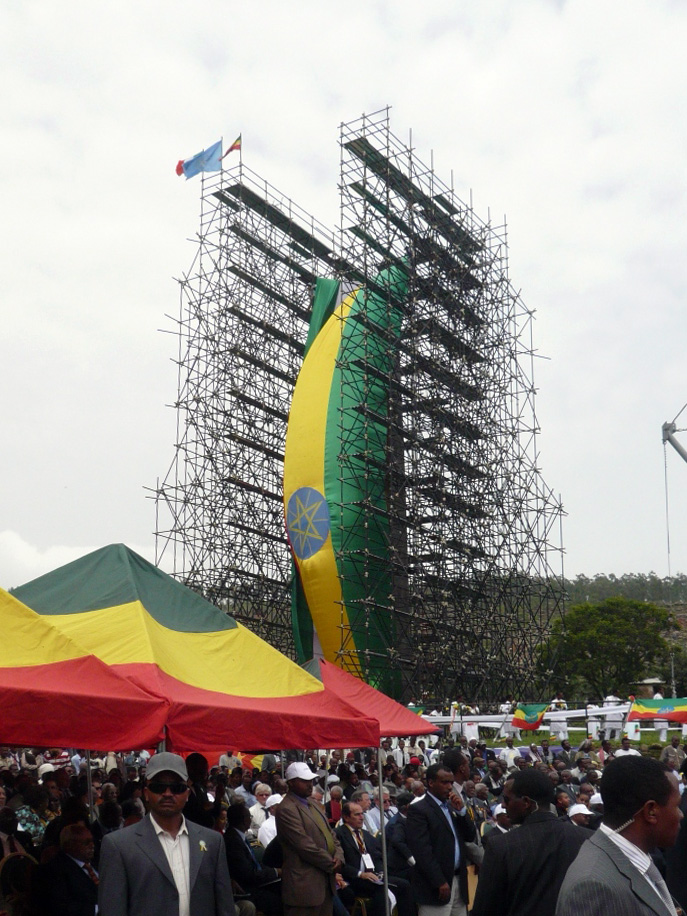
Zeremonie zur Wiederaufrichtung des Obelisks von Aksum

Nach dem Staatsstreich des Derg im Jahr 1974 und dem Ausbruch des äthiopischen Bürgerkriegs kehrte Pankhurst 1976 mit seiner Familie nach London zurück, wo er als wissenschaftlicher Mitarbeiter an der London School of Economics und der School of Oriental and African Studies sowie als Bibliothekar bei der Royal Asiatic Society arbeitete. 1986 oder 1987 konnten die Pankhursts wieder nach Äthiopien, wo Richard Pankhurst erneut am Institut für Äthiopische Studien tätig war. Auch lange nach seinem offiziellen Eintritt in den Ruhestand 1992 arbeitete er weiter als Forscher und Autor. Pankhurst setzte sich für die Rückgabe des 1937 als Kriegsbeute nach Rom verschleppten Obelisks von Aksum an Äthiopien ein und konnte 2008 der Zeremonie zu seiner Wiederaufrichtung in Aksum beiwohnen. Zudem war er Organisator und stellvertretender Vorsitzender der Vereinigung Afromet für die Rückgabe der nach dem britischen Feldzug gegen Äthiopien 1868 und der Schlacht um Magdala von Großbritannien erbeuteten äthiopischen Kostbarkeiten.
Die Universität Addis Abeba verlieh Pankhurst 2004 die Ehrendoktorwürde. 2005 wurde er mit dem Order of the British Empire (OBE) ausgezeichnet. Nach seinem Tod würdigte das äthiopische Außenministerium ihn als „einen der größten Freunde Äthiopiens“. Pankhurst erhielt ein Staatsbegräbnis, diese Ehre wird in Äthiopien nur selten Ausländern zuteil. Er wurde, wie bereits seine Mutter, auf dem Gelände der äthiopisch-orthodoxen Dreifaltigkeitskathedrale in Addis Abeba bestattet.
Sein Sohn Alula Pankhurst (* 1962) ist Sozialanthropologe und ebenfalls Äthiopist, seine Tochter Helen Pankhurst (* 1964) Sozialwissenschaftlerin und Frauenrechtlerin.

## Veröffentlichungen (Auswahl)
- The Saint Simonians, Mill and Carlyle. A preface to modern thought. Sidgwick & Jackson, London 1957.
- An Introduction to the Economic History of Ethiopia from early times to 1800. Lalibela House, London 1961.
- Als Herausgeber: Travellers in Ethiopia. Oxford University Press, London 1965.
- Als Herausgeber: The Ethiopian Royal Chronicles. Oxford University Press, Addis Ababa u. a. 1967.
- Economic History of Ethiopia, 1800–1935. Haile Sellassie I University Press, Addis Abeba 1968.
- Sylvia Pankhurst, Artist and Crusader. An intimate portrait. Paddington, New York u. a. 1979.
- Let’s visit Ethiopia. Burke, London/Bridgeport (Conn.) 1984.
- Mit Leila Ingrams: Ethiopia Engraved. An illustrated catalogue of engravings by foreign travellers from 1681 to 1900. Kegan Paul, London u. a. 1988.
- A Social history of Ethiopia. The Northern and Central Highlands from early medieval times to the rise of emperor Téwodros II. Institute of Ethiopian Studies, Addis Abeba 1990.
- William Thompson (1775–1833). Pioneer socialist. Pluto Press, London u. a. 1991.
- The Ethiopians. A history. Blackwell, Oxford u. a. 1998.
- Sylvia Pankhurst: Counsel for Ethiopia. A biographical essay on Ethiopian, anti-fascist and anti-colonialist history, 1934–1960. Tsehai, Hollywood (Calif.) 2003.